# Solomonophila
Solomonophila is een geslacht van vlinders van de familie spanners (Geometridae), uit de onderfamilie Ennominae.

## Soorten
- S. melanops Rosenstock
- S. vulgaris Warren, 1905